# Chris Ramsey (futbolista)
Christopher Leroy "Chris" Ramsey (Inglaterra, 28 de abril de 1962), exfutbolista y entrenador inglés. Jugó de defensa y actualmente está libre tras desvincularse del Queens Park Rangers de la Football League Championship de Inglaterra.

## Carrera como jugador
En su etapa como futbolista, Ramsey se desempeñaba en la posición de lateral derecho. Se formó en las categorías inferiores del Bristol City, pero debutó a nivel profesional con el Brighton & Hove Albion en 1980, llegando a jugar una final de la FA Cup con este equipo. Posteriormente fue cedido al Southend United, que acabó quedándoselo en propiedad. También jugó en el Naxxar Lions de Malta y se retiró en 1992, como futbolista del Cocoa Expos.

## Carrera como entrenador
Antes de retirarse, Ramsey ya fue jugador-entrenador en el Naxxar Lions y en el Cocoa Expos. 
En 1998, comenzó a trabajar para la Federación Inglesa de Fútbol, dirigiendo a la selección nacional sub-20. También desarrolló tareas de ojeador para la selección absoluta y asistente en el Luton Town hasta el 2000.
Entre 2001 y 2004, entrenó al Charleston Battery de Estados Unidos. Los diez años siguientes, trabajó en la academia del Tottenham Hotspur de la Premier League, llegando a formar parte del staff técnico del primer equipo, acompañado de Les Ferdinand.
Tras una breve etapa como asistente en la selección nacional sub-17, se incorporó al Queens Park Rangers como director de la Academia en noviembre de 2014, junto a su excompañero Les Ferdinand. Pero tras sólo tres meses, el entrenador del primer equipo londinense Harry Redknapp dimitió, por lo que Ramsey tomó las riendas, de forma interina primero; y diez días después, siendo confirmado hasta final de temporada. Sólo ganó 3 partidos de los 14 que quedaban por disputarse en la Premier League 2014/15, por lo que no pudo evitar el descenso del QPR. Sin embargo, su labor convenció a la entidad, que lo renovó hasta 2018. Pero el equipo no logró un buen inicio de temporada en la Football League Championship, por lo que Ramsey fue despedido el 4 de noviembre de 2015, dejando al QPR en 13º puesto.

## Clubes

### Como jugador
| Club                   | País           | Año       | Partidos | Goles |
| ---------------------- | -------------- | --------- | -------- | ----- |
| Brighton & Hove Albion | Inglaterra     | 1980-1984 | 30       | 0     |
| Swindon Town           | Inglaterra     | 1984-1987 | 100      | 5     |
| Southend United        | Inglaterra     | 1987-1988 | 13       | 0     |
| Naxxar Lions           | Malta          | 1988-1991 |          |       |
| Cocoa Expos            | Estados Unidos | 1991-1992 |          |       |

### Como entrenador
| Club                           | País           | Año       | P  | PG | PE | PP | % v.   |
| ------------------------------ | -------------- | --------- | -- | -- | -- | -- | ------ |
| Selección sub-20 de Inglaterra | Inglaterra     | 1998-2002 |    |    |    |    |        |
| Charleston Battery             | Estados Unidos | 2001-2004 |    |    |    |    |        |
| Queens Park Rangers            | Inglaterra     | 2015      | 32 | 9  | 6  | 17 | 34.38% |